# 雞鬥士
《雞鬥士》是櫻谷秀以雞為題材製作的漫畫系列，本作於2020年開始在Heros旗下的漫畫網站《Comiplex》連載。漫畫單行本分別由Heros和Viz Media連載發售。2024年7月26日，本作宣布動畫化並邀請曾編寫動畫《咒術迴戰》的編劇瀬古浩司擔任本作動畫編劇。

## 故事簡介
本作講述一隻雞拯救人類的故事。人們因被稱為「鬼獸」的巨大怪物突然地出現在日本而感到震驚，鬼獸以壓倒性的力量摧毀城市並試圖吃人。这時，一隻雞奮起反抗以速度和壓倒性的叫聲击倒鬼獸。同时它也正在尋找杀害妹妹的鬼獸，因此击倒鬼獸后便向下一個城鎮走去。

## 登場角色
雞志（聲：三宅健太）
本作主角，公雞，為了尋找殺害妹妹的白鬼獸而流浪。在海邊偶然吃過海膽而深深愛上其味道。途中消滅了鬼獸拯救了雞仔而一起行動，最初雞志以很討厭小孩為理由而拒絕，其後與鬼獸戰鬥後身受重傷，最後由雞仔照顧而康復，雞志對其改觀准許一起行動。之後被伊莉莎白襲擊，理由是雞志與其發生關係後一走了之，伊莉莎白在戰鬥後發現自己依然深愛雞志而選擇原諒牠，因為大家有消滅鬼獸的共同目的而一起行動。因為雞仔沒有名字，雞志為她改名為啾子。隨後雞助向雞志求助家園受到鬼獸和鬼人的襲擊，父親更被捉走了，還有告訴牠自己是雞志同父異母的弟弟，真正身份為五色雞一族的成員，世世代代以消滅鬼獸為己任。在與鬼獸戰鬥時體內的真玉覺醒，但是和雞助不同的是充滿黑暗的力量，雞助認為雞志往後有機會力量失控而暴走最終選擇沒有向雞志說明。
伊莉莎白（聲：本多真梨子）
本作主角之一，母雞。自小在一個富裕的家庭長大，受到無微不至的照顧，因此伊莉莎白懂得彈鋼琴，料理，使用智能手機，電擊棒，雷射炮，甚至飛行器等等。
在一次被鬼獸襲擊的時候被雞志救回，自此愛上雞志並與其發生關係，其後雞志為了尋找殺害妹妹的鬼獸而不辭而別，伊莉莎白認為雞志是負心漢而找牠報仇。其後與其戰鬥時發現自己依然深愛著雞志而和解，因為大家擁有消滅鬼獸的目的而一起行動，並告訴雞志最近鬼獸發生異變，有些懂得改變自己的弱點位置，有些變得文靜和不會傷害人類，有些甚至主動幫助人類的鬼獸。對雞志為雞仔改名啾子感到相當不滿，認為改得太隨便。在遇到善良的鬼獸森尾時，曾令其消滅所有鬼獸的目的有所動搖，後來改變想法只消滅傷害人類的鬼獸。
雞仔/啾子（聲：井澤詩織）
本作主角之一，雞仔。原本是一名販賣雞仔的人飼養，因為受到同類排斥而獨立照顧她，主人在她背上寫上仁義二字的意思是想她盡力幫助有需要的人。後來主人變成鬼獸被雞志拯救，雞仔認為雞志的舉動充滿仁義所以決定追隨牠，並說目標是想成為雞志的妻子並稱呼其做老公仔。最初雞志以討厭小孩為理由拒絕，後來雞志在戰鬥中受了重傷，其間雞仔盡力照顧到其康復，因此令雞志改觀。在伊莉莎白加入後，雞志決定為雞仔改名為啾子，伊莉莎白大感不滿說名字改得太隨便了，可是啾子卻相當喜歡這個名字，因為是雞志為她改的。
為了拯救善良的鬼獸森尾，不顧自身安危決定潛入其體內消滅控制其心智的核心，最後不敵被擊倒，在昏迷期間體內沈睡的不明之物蘇醒，不但性格變得暴戾，更使其戰鬥能力大幅上升。

## 出版書籍

### 漫畫
| 卷數 | Heros         | Heros                  | 文化傳信       | 文化傳信               |                      |  |
| 卷數 | 發售日期      | ISBN                   | 發售日期       | ISBN                   | 封面角色             |  |
| ---- | ------------- | ---------------------- | -------------- | ---------------------- | -------------------- |  |
| 1    | 2021年5月1日  | ISBN 978-4-864-68801-7 | 2023年1月31日  | ISBN 978-9-888-72243-3 | 雞志                 |  |
| 2    | 2021年10月5日 | ISBN 978-4-864-68835-2 | 2023年3月22日  | ISBN 978-9-888-72244-0 | 雞志、啾子           |  |
| 3    | 2022年3月4日  | ISBN 978-4-864-68872-7 | 2023年5月25日  | ISBN 978-9-888-72245-7 | 雞志                 |  |
| 4    | 2022年8月5日  | ISBN 978-4-864-68119-3 | 2023年9月28日  | ISBN 978-9-888-72264-8 | 雞志、伊莉莎伯       |  |
| 5    | 2023年1月26日 | ISBN 978-4-864-68146-9 | 2023年10月20日 | ISBN 978-9-888-72265-5 | 雞志                 |  |
| 6    | 2023年8月29日 | ISBN 978-4-864-68193-3 | 2024年3月      | ISBN 978-988-8721-97-6 | 雞志、雞助           |  |
| 7    | 2024年1月29日 | ISBN 978-4-864-68229-9 | 2024年9月      | ISBN 978-988-8723-17-1 | 雞志                 |  |
| 8    | 2024年8月5日  | ISBN 978-4-864-68274-9 |                |                        | 雞志、啾子           |  |
| 9    | 2025年1月6日  | ISBN 978-4-868-05086-5 |                |                        | 雞助、伊莉莎伯       |  |
| 10   | 2025年7月4日  | ISBN 978-4-868-05083-4 |                |                        | 雞志、伊莉莎伯、雞助 |  |

## 外部連結
- 動畫官方網站（日語）
- Comiplex （页面存档备份，存于） （日語）